# ハギジン出版
有限会社ハギジン出版（ハギジンしゅっぱん、HAGIZINE PUBLISHING CO.,）は、東京都港区新橋に所在する日本の出版社。

## 概要
それまで芳文社に勤めていた萩原英昭が、1991年2月5日に独立して設立。社名の由来は、代表者の萩原の「萩」と「マガジン」を合わせて付けられた社名と思われる。主にビジネス書や実用書の出版を行っており、ビジネスマンやOLなどへの売り上げが高い。また、出版業以外でも4コママンガの描き方講座を実施するなどの活動を行っている。

## 出版物
- 実用書
- ビジネス書
- 自己啓発書